# Melksham
Melksham (ˈmɛlkʃəm) ist eine Stadt am River Avon in Wiltshire, England, etwa acht Kilometer nordöstlich von Trowbridge und etwa neun Kilometer südlich von Chippenham. Bei der Volkszählung 2011 hatte Melksham 19.357 Einwohner, somit die fünftgrößte Stadt in Wiltshire nach Swindon, Salisbury, Chippenham und Trowbridge. Seit 1989 besteht eine Gemeindepartnerschaft zu Marienhafe (Niedersachsen).

## Geographie
Melksham ist auch der Name des Royal Forest, der im Mittelalter in der Gegend wuchs. Zum Civil Parish of Melksham gehört die früher eigenständige Siedlung Melksham Forest, etwa 1300 m nordöstlich von Melksham mit der anglikanischen Kirche St Andrew und einer methodistischen Kirche.
Zum Parish of Melksham Without gehören mehrere Dörfer und Vororte von Melksham:
- Bowerhill, eine Wohnsiedlung mit Gewerbegebiet
- Hunter’s Meadow, eine relativ neue Siedlung nördlich von Bowerhill
- Berryfield, ein Dorf südlich an Melksham angrenzend
- Beanacre, ein Dorf nördlich der Stadt

## Verkehr

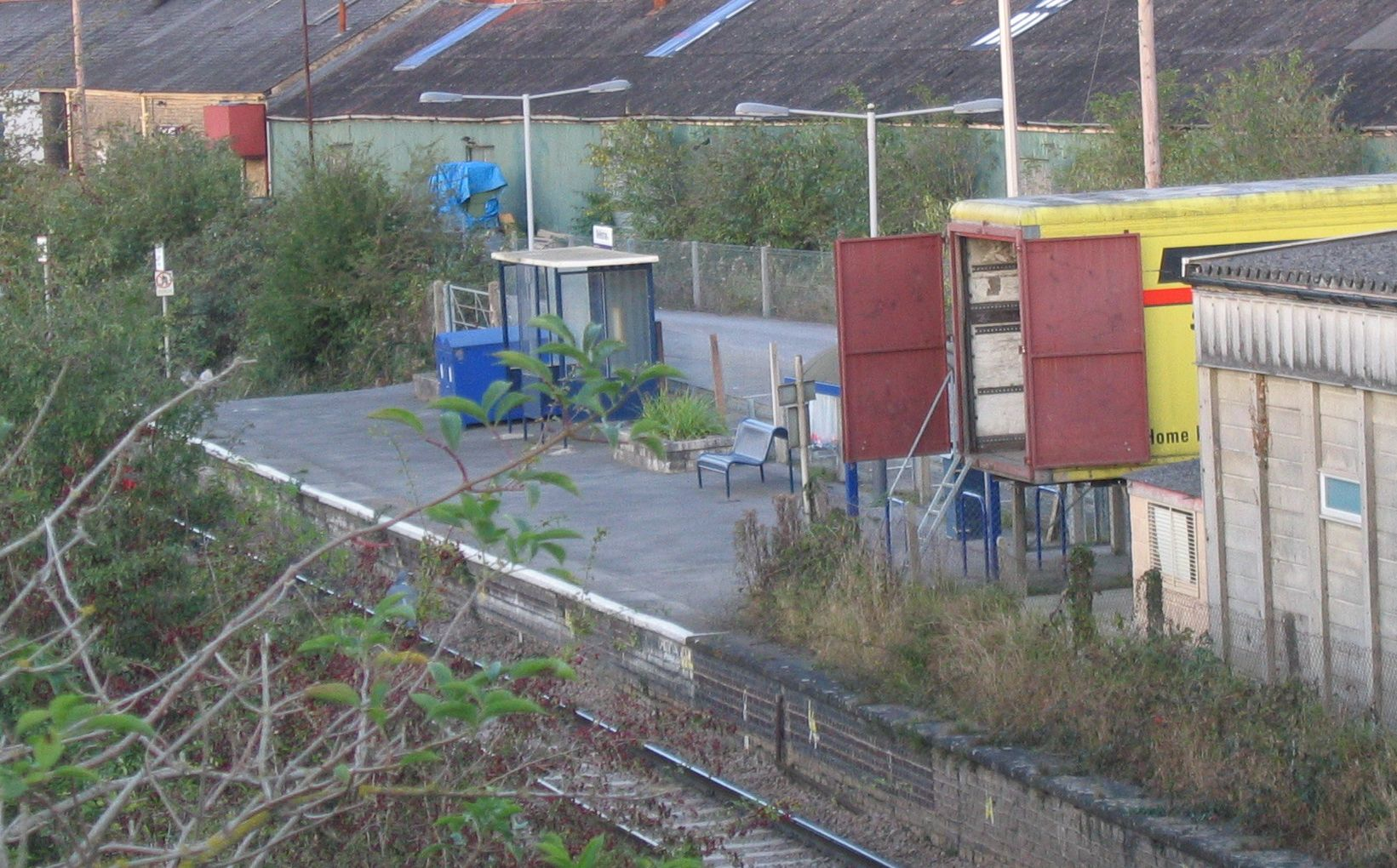
Melksham liegt an einer eingleisigen Nebenbahn

Der Bahnhof Melksham liegt an einem Zweig der Wessex Main Line von Chippenham nach Trowbridge; an Werktagen verkehren etwa neun Verbindungen in jede Richtung, nachdem vor Dezember 2013 nur noch zwei Züge täglich verkehrten. Der Zugbetrieb wird durchgeführt von der Great Western Railway. Im Busverkehr wird die Stadt unter anderem von First West of England bedient.
Melksham liegt an der Nord-Süd-Verbindung A350, die von der M4 (Anschluss 17, bei Chippenham) nach Poole an der Südküste führt. Der Abschnitt südlich von Melksham wurde so angelegt, dass ein Ausbau mit getrennten Richtungsfahrbahnen möglich ist.

## Sport und Freizeit
Der örtliche Fußballverein Melksham Town F.C. spielt m Oakfield Stadium am Eastern Way. Der Melksham Rugby Union Club spielt ebenfalls in dem Sportkomplex, nutzt aber andere Spielfelder.
In der Stadt gibt es ein Schwimmbad und in Bowerhill sind das Christie Miller Sports Centre und de Wiltshire School of Gymnastics.
Melkshams Cricketclub absolviert die Heimspiele auf dem Gelände von Melksham House.

## Bildung
Die Primary Schools in Melksham variieren in ihrer Größe von kleinen Dorfschulen und den Schulen in der Kernstadt.
- Aloeric Primary School
- The Manor C of E Primary School
- River Mead Primary School
- Churchfields Primary School, Atworth
- Seend C of E Primary School
- Bowerhill Primary School
- Shaw C of E Primary School
- St Mary’s Broughton Gifford Primary School
- Forest & Sandridge C of E Primary School

Es gibt nur eine Secondary School, die 2010 eröffnete Melksham Oak Community School in Bowerhill, die das über 50 Jahre genutzte The George Ward Technology College ersetzte.

## Persönlichkeiten
- Matthew Bound (* 1972), englischer Fußballspieler, hier geboren
- John Fowler (1826–1864), Erfinder und Landwirtschaftsingenieur, hier geboren
- Ken Gill (1927–2009), Gewerkschaftsführer, hier geboren
- Robert Martineau (1913–1999), anglikanischer Bischof, war hier Pfarrer
- Henry Moule (1801–1880), Pfarrer und Erfinder der Trockentoilette, hier geboren
- Horace Newte, Schriftsteller und Kolumnist, hier geboren
- Ann Yearsley (ca. 1753–1806), Dichterin und Schriftstellerin, hier gestorben